# Liste der Monuments historiques in Saint-Christoly-Médoc
Die Liste der Monuments historiques in Saint-Christoly-Médoc führt die Monuments historiques in der französischen Gemeinde Saint-Christoly-Médoc auf.

## Liste der Bauwerke
| Bezeichnung         | Beschreibung              | Standort | Kennzeichnung | Schutzstatus | Datum | Bild |
| ------------------- | ------------------------- | -------- | ------------- | ------------ | ----- | ---- |
| Kirche St-Christoly | Erbaut im 12. Jahrhundert | (Lage)   | PA00083717    | Inscrit      | 1925  |      |

## Liste der Objekte
| Bezeichnung                      | Beschreibung                              | Standort                          | Kennzeichnung | Schutzstatus | Datum | Bild |
| -------------------------------- | ----------------------------------------- | --------------------------------- | ------------- | ------------ | ----- | ---- |
| Ölgemälde Heiliger Christopherus | 19. Jahrhundert                           | in der Kirche St-Christoly (Lage) | PM33001355    | Inscrit      | 1978  |      |
| Lesepult                         | Holz, bemalt, Anfang des 19. Jahrhunderts | in der Kirche St-Christoly (Lage) | PM33001354    | Inscrit      | 1978  |      |